# ليفي هابل
ليفي هابل هو محامي وقاضي وسياسي أمريكي، ولد في 1808 في بالستون في الولايات المتحدة، وتوفي في 1876 في ميلواكي في الولايات المتحدة. نشط حزبياً في حزب اليمين. وقد انتخب عضو جمعية ولاية نيويورك ‏ وانتخب عضو جمعية ولاية ويسكونسن ‏.